# 利維·蘭斯洛·戈達
利維·蘭斯洛·戈達（Neville Lancelot Goddard，1905年2月19日—1972年10月1日），又譯內維爾·蘭斯洛特·戈達德，是巴巴多斯的新時代運動作家兼神秘主義者，後來入籍美國。他專門寫關於聖經的神秘主義，被認為是吸引力法則的先驅之一。

## 早期生活
戈達於1905年2月19日在巴巴多斯出生。他父親是約瑟夫·約拿旦·戈達，而母親是威廉米娜·戈達。大約在1922年，他隻身移民到紐約市，最初在那裡以舞蹈表演為生。
1931年，他遇到一位名叫阿卜杜拉的埃塞俄比亞拉比。在他的指引下，戈達開始學習喀巴拉與其他聖經神秘主義學說。在第二次世界大戰時，他在美軍中服役，滿足了入籍條件，於是加入美國籍。

## 職業生涯
在成為全職講師之前，戈達主要是一個專業舞蹈員，某程度上亦是一個演員。他在《意識乃唯一現實》中提到：「十年來，我一直是一個舞者，在百老滙、舞台以及夜總會等等表演，又曾經去歐洲巡迴演出。」1950年代初，他才開始在紐約市市政廳講授宗教主題。1954年，據報導，他正籌備一個「形而上學的影視節目」，但不清楚該項目是否成功。

## 觀點
戈達認為聖經是一本人類心理學的寓言書，而非歷史事件的記錄。換句話說，人應該把聖經看成一本開發潛能的指南。因此，戈達不相信有一個外在的、會回應禱告的上帝，而是相信「你就是造物主。」
戈達的思想通常會被歸類為唯心論、非二元論和吠檀多不二論。他經常說「每個人都是你內心的投射」，意指世間所有人都是上帝的延伸。戈達認為，通過認知這個「真相」，每個人只要在心中抱持「願已成真」之感覺，就能創造理想的現實。因此，這個想法被稱為「抱持法則」。
戈達亦相信死亡只是一種錯覺。他認為，人死之後，將會再次「復活」於同樣的生命裡面，直到他們證悟，與上帝合而為一。他把這種思想稱之為「神的應許」，類似於尼采「永恆輪迴」的概念。
幾個對戈達有深遠影響的作家包括：英國詩人威廉·布萊克，以及法國心理學家愛彌·柯爾。

## 影響
人類學家卡洛斯·卡斯塔尼達的前妻兼傳記作者瑪格麗特對戈達的思想很有興趣，並經常向卡洛斯介紹戈達的作品。
2006年全球暢銷書《秘密》作者朗達·拜恩，與另一位著名作者偉恩·戴亞，都深受戈達的影響。

## 死亡
戈達於1972年10月1日去世，享年67歲，死因為腦動脈腫瘤。在去世之前，他在洛杉磯大約住了20年。
他的遺體現埋葬於巴巴多斯聖米迦勒的西伯里公墓。

## 來源
- Horowitz, Mitch. . Gnosis: Journal of Gnostic Studies. 2019-11-13, 4 (2): 191–215  [2023-01-31]. ISSN 2451-8581. doi:10.1163/2451859X-12340073. （原始内容存档于2022-10-08）.
- Walton, Jonathan L. . Pneuma. 2011, 33 (2): 181–199  [2023-01-31]. ISSN 0272-0965. doi:10.1163/027209611X575005. （原始内容存档于2022-10-07）.

## 延伸閱讀
- Coates, Robert M. . The New Yorker. 1943-09-04: 58  [2023-01-31]. （原始内容存档于2023-02-20）. A 1943 profile of Goddard.
- Neville Goddard 原始音頻朗讀 001 A-F